# Iglesia de San Martín (Molina de Aragón)
La iglesia de San Martín es una iglesia románica del siglo XII situada en la localidad guadalajareña de Molina de Aragón (España). Esta fue la primera iglesia de la ciudad y se encuentra en mal estado de conservación y en fase de restauración. De la construcción original quedan restos del ábside semicircular, una ventana moldurada en la parte sur y una portada románica en su interior. La puerta del muro norte tiene varios arcos apuntados, con adornos de flores cuadrifolias y el Crismón sobre la arcada.. Fue remodelada en el siglo XIX, cuando se añadieron la portada y la torre. En 1980 un incendio destruyó parte de su patrimonio y de la estructura.